# Theodore Martin
Pour les articles homonymes, voir Martin.
Theodore Martin est un poète, avocat et traducteur britannique né le 16 septembre 1816 à Édimbourg et décédé le 18 août 1909 à Londres.

## Biographie

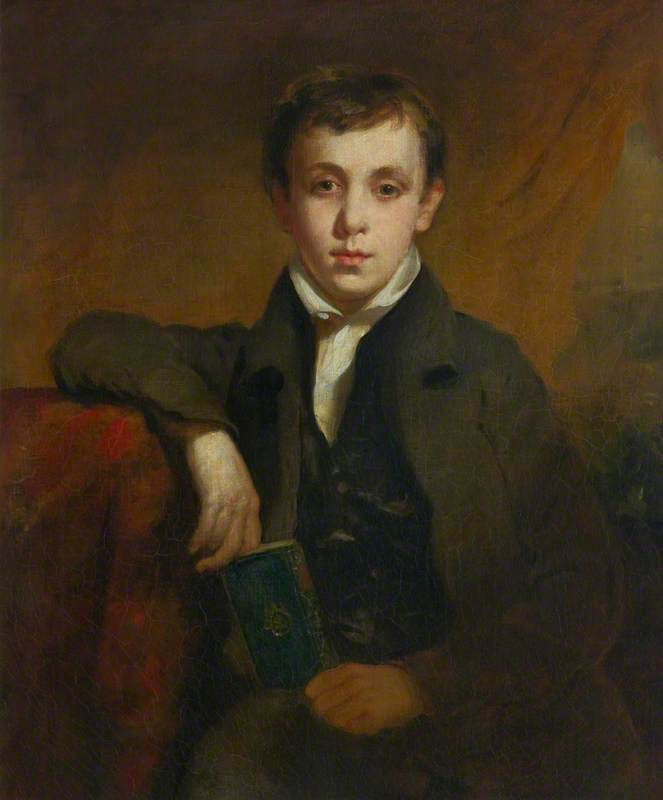
Portrait de Theodore Martin par Thomas Duncan en 1826.

Theodore Martin est le fils d'un avocat d'Édimbourg, où il naît et reçoit son éducation notamment à la Royal High School et à l'Université. Il exerce en tant qu'avocat à Édimbourg de 1840 à 1845, après quoi il se rend à Londres et devient responsable du cabinet Martin and Leslie, des agents parlementaires.
Sa première contribution à la littérature est constituée des humoristiques Ballades du Bon Gaultier, écrites avec William Edmondstoune Aytoun, qui restent populaires pendant longtemps. Initialement publiées dans un magazine, elles paraissent sous forme de livre en 1845.
Ses traductions comprennent la Vita Nuova de Dante, le Correggio et Aladdin d'Oehlenschläger, Guillaume Tell de Friedrich von Schiller et La Fille du roi René d'Henrik Hertz. Il publie également une traduction complète des poèmes d'Horace et sa biographie, ainsi que celle de Catulle.
Il est probablement mieux connu pour son ouvrage La Vie du prince consort confié par la reine Victoria, qui lui vaudra son amitié pour la vie. Il écrit également les biographiques du professeur Aytoun et de Lord Lyndhurst.
En 1851, il épouse Helena Faucit, une actrice bien connue et auteure d'études sur les personnages féminins de Shakespeare, dont il publie la vie en 1901. Le couple vit pendant un certain temps à Bryntysilio, un domaine près de Llangollen qu'il achète en 1861 et où en 1889, la reine leur rend visite lors de son voyage au Pays de Galles.
Theodore Martin continue son activité intellectuelle jusqu'à un âge avancé, publiant en 1905 une traduction des poèmes de Giacomo Leopardi et des monographies en 1906. Il est recteur de l'Université de St Andrews en 1881, docteur en droit d'Édimbourg en 1875 et Chevalier-Commandeur de l'Ordre du Bain en 1880.
Il meurt en 1909 et est enterré au cimetière de Brompton à Londres.

## Distinctions
- Chevalier commandeur de l'Ordre du Bain